# Джурджень (Нямц)
Джурджень, Джурджені (рум. Giurgeni) — село у повіті Нямц в Румунії. Входить до складу комуни Валя-Урсулуй.
Село розташоване на відстані 275 км на північ від Бухареста, 57 км на схід від П'ятра-Нямца, 52 км на південний захід від Ясс.

## Населення
За даними перепису населення 2002 року у селі проживали 737 осіб, усі — румуни. Усі жителі села рідною мовою назвали румунську.